# Utrechts Monumentenfonds

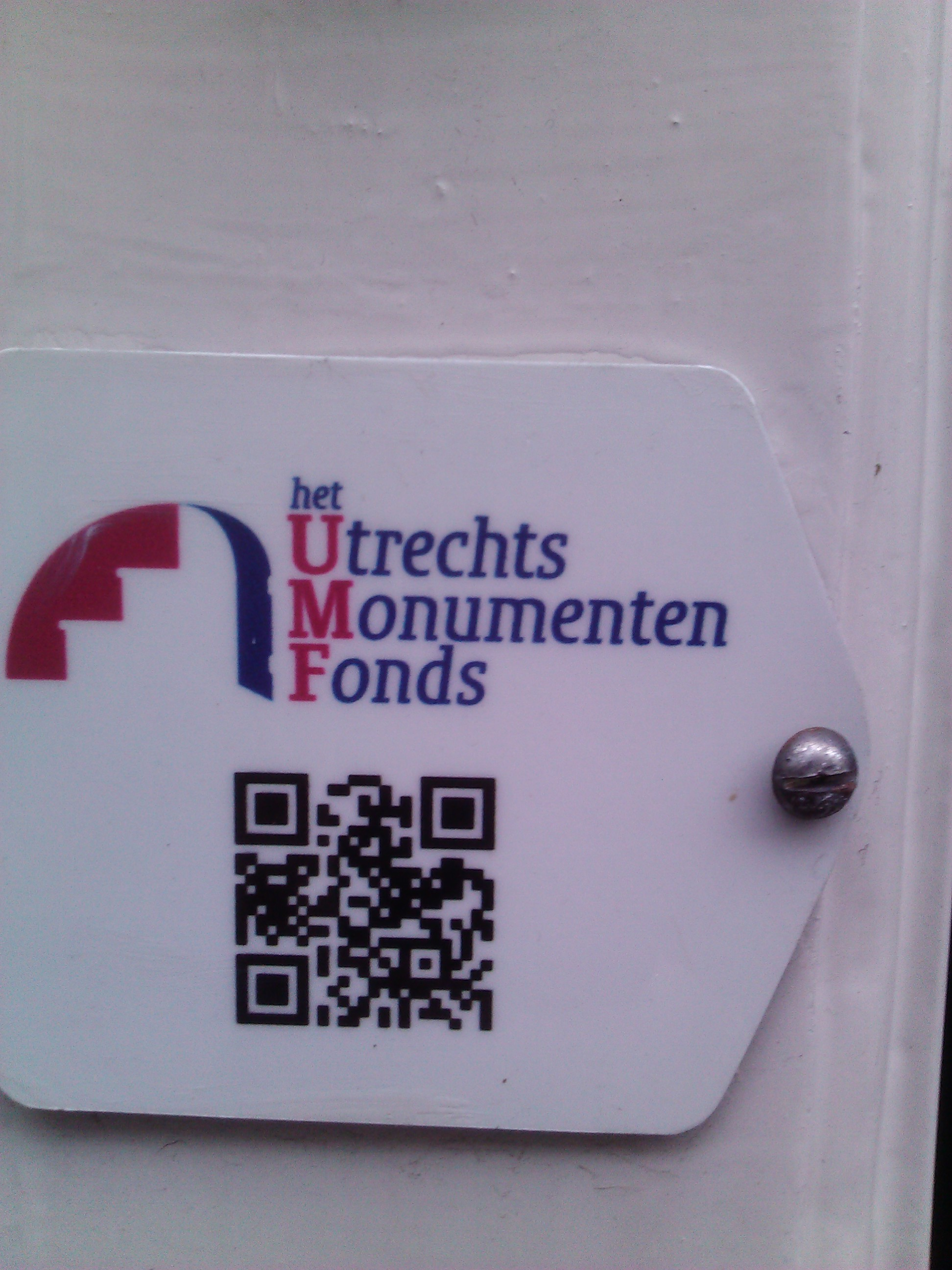
Plaatje op het pand aan de Loeff Berchmakerstraat 21, een rijksmonument dat onder het UMF valt.

Het Utrechts Monumentenfonds (UMF) is een stichting uit de Nederlandse stad Utrecht.
Ze werd in 1943 opgericht door de gemeente Utrecht en de Vereniging Oud-Utrecht waarbij Willem Stooker een eerste aanzet gaf. Vandaag de dag (2011) heeft de stichting in Utrecht 120 monumentale panden in haar bezit. Het UMF koopt daarin gebouwen aan om ze vervolgens te restaureren en te onderhouden. De bouwwerken worden geschikt gemaakt voor gebruik en vervolgens door haar verhuurd. De gebouwen van de stichting bevinden zich in de binnenstad van Utrecht en zijn gebouwd in de middeleeuwen tot aan de 20e eeuw. Daarnaast verstrekt ze informatie en organiseert lezingen en excursies. 
Tot het bezit van het UMF behoren onder meer:
- Bruntskameren
- Grijsesteijn
- Kameren Maria van Pallaes
- Margaretenhof
- Myropscameren
- Oudegracht 279.